# Roll the Bones
Roll the Bones ist das 14. Studioalbum der kanadischen Rockband Rush. Es wurde im September 1991 veröffentlicht.

## Stil
Das Album markiert eine Abkehr vom früheren Stil der Band, in dem die Synthesizer dominierten. Die Keyboards sind leiser abgemischt, die Gitarre ist allerdings deutlicher zu hören als auf vorherigen Veröffentlichungen.
Der Song Where's My Thing? ist das erste Instrumentalstück der Band seit dem Lied YYZ vom Album Moving Pictures.
Rush integrierte auch andere Genres, der Titeltrack enthält Rap-Anteile. Diese werden bei Konzerten von einem animierten Skelett auf einer Leinwand gesprochen. Heresy behandelt den Mauerfall in Deutschland.
Bei den Juno Awards 1992 wurde das Album als Hard Rock Album of the Year ausgezeichnet.

## Titel
1. „Dreamline“ – 4:36
2. „Bravado“ – 4:35
3. „Roll the Bones“ – 5:30
4. „Face Up“ – 3:53
5. „Where's My Thing ('Gangster of Boats' Trilogy, Pt. 4)“ – 3:49
6. „The Big Wheel“ – 5:13
7. „Heresy“ – 5:25
8. „Ghost of a Chance“ – 5:19
9. „Neurotica“ – 4:40
10. „You Bet Your Life“ – 5:00

## Besetzung
- Geddy Lee – Bass, Synthesizer, Keyboard, Gesang
- Alex Lifeson – E- und Akustikgitarren, Gesang
- Neil Peart – Schlagzeug, Cymbals